# Andrew Motion

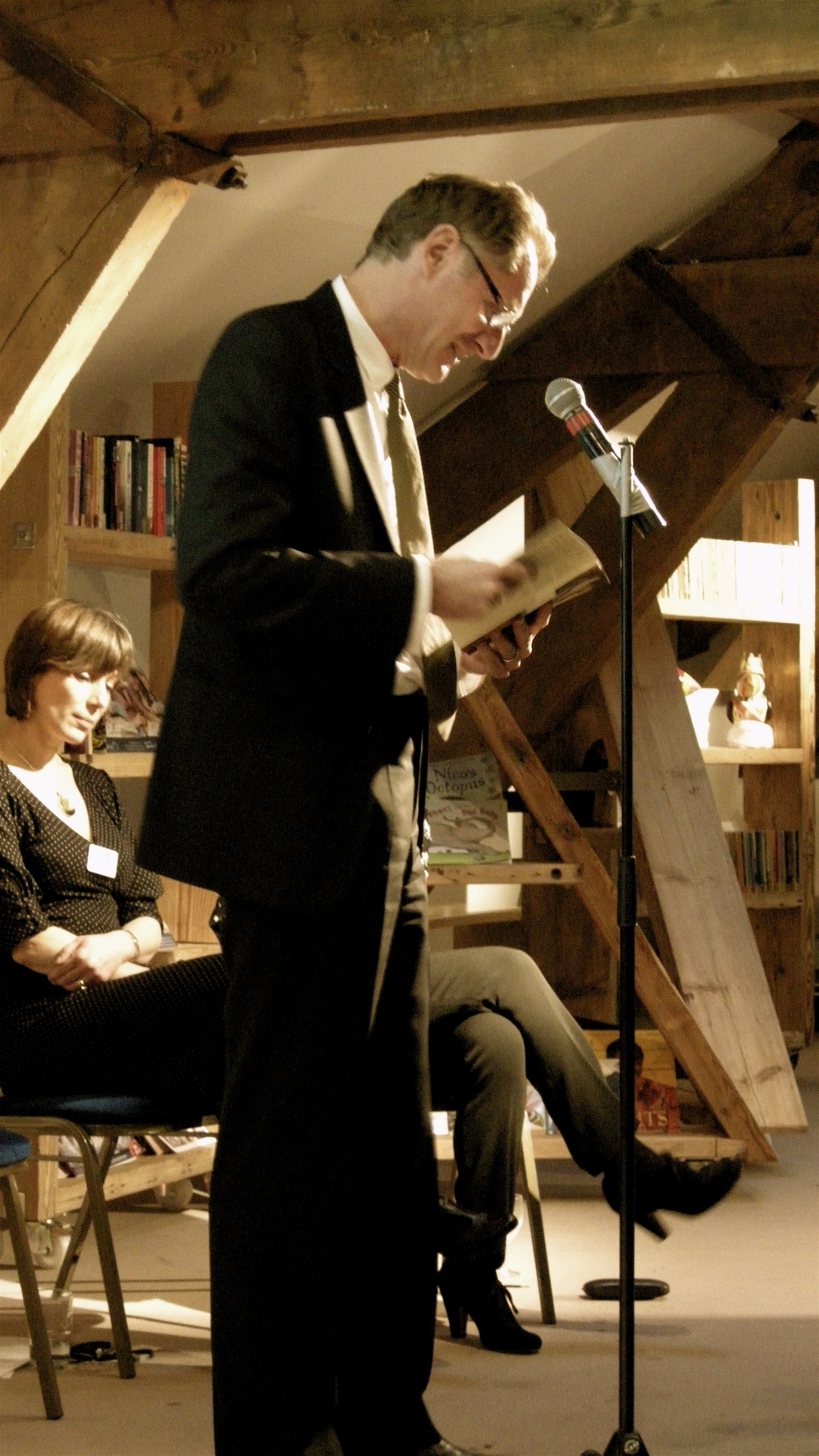
Andrew Motion in 2009

Andrew Motion (Londen, 26 oktober 1952) is een Engels dichter en prozaschrijver. In 1999 werd hij benoemd tot Poet Laureate als opvolger van de in 1998 overleden Ted Hughes. Bij zijn aanstelling stipuleerde Motion dat hij de functie slechts tien jaar zou bekleden, omdat hij vreesde dat door de functie zijn reguliere literaire werk onder druk zou komen te staan. Hij was hiermee de eerste die koos voor een beperkte periode: de Britse hofdichter wordt traditiegetrouw benoemd voor het leven. In 2009 trad hij terug. Hij werd in datzelfde jaar geridderd en als hofdichter opgevolgd door Carol Ann Duffy.
Motion bezocht de vermaarde public school Radley College en studeerde vervolgens Engels aan het University College van de Universiteit van Oxford. In 1975 won hij hier de door de universiteit uitgeloofde Newdigate Prize voor poëzie. 
Van 1976 tot 1981 doceerde hij Engels aan de Universiteit van Hull, waar hij de dichter Philip Larkin ontmoette. Van 1981 tot 1983 was hij redacteur van Poetry Review en hij was tevens redacteur bij de Londense uitgeverij (1983 - 1989). Andrew Motion is lid van de Arts Council of England en de Royal Society of Literature. Hij won vele prijzen, waaronder de Arvon/Observer-prijs, de John Llewellyn Rhys-prijs en de Dylan Thomas-prijs. Hij is Professor of Creative Writing aan de Universiteit van Londen.  
Motion heeft ook een aantal succesvolle biografieën geschreven, waaronder The Lamberts: George, Constant and Kit uit 1986, waarvoor hem de Somerset Maugham Award werd toegekend, Philip Larkin: A Writer's Life (1993, Whitbread Biography Award); een biografie van de dichter John Keats (1997) en Wainewright the Poisoner (2000), een biografie van de criticus, schilder en  vervalser Thomas Wainewright. 

## Selecte bibliografie
- 1972 Goodnestone: a sequence (18 gedichten)
- 1978 The Pleasure Steamers - gedichten
- 1981 Independence - gedichten
- 1986 Elizabeth Bishop (Chatterton Lectures on an English Poet)
- 1987 Natural Causes - gedichten
- 1988 Philip Larkin
- 1989 The Pale Companion - fictie
- 1992 Famous for the Creatures
- 1993 Philip Larkin: A Writer's Life - biografie
- 1995 The Lamberts: George, Constant and Kit - biografie
- 1995 The Price of Everything
- 1997 Salt Water - gedichten
- 1998 Keats - biografie
- 1998 Take 20
- 1998 Sarah Raphael: Strip!
- 1999 Selected Poems 1976-1997
- 1999 Babel
- 2000 Wainewright the Poisoner: The Confessions of Thomas Griffiths Wainewright – biografische roman
- 2002 Public Property - gedichten
- 2003 The Invention of Dr Cake
- 2005 Spring Wedding (gedicht ter ere van het huwelijk van prins Charles en Camilla Parker Bowles)